# 미탄초등학교 기화분교
미탄초등학교 기화분교는 대한민국 강원특별자치도 평창군 미탄면 기화리 284-1에 있었던 공립 초등학교이다.

## 학교 연혁
- 1941. 5. 10 미탄공립국민학교 기화간이학교로 승인
- 1944. 5. 30 기화국민학교로 인가
- 1994. 3. 2 미탄국민학교 기화분교장으로 격하
- 1996. 3. 1 미탄초등학교 기화분교장으로 교명개칭
- 2002. 3. 1 폐교